# British Columbia Highway 3
Der Highway 3  in British Columbia, Kanada, ist Teil eines provinzübergreifenden Highways, des Crowsnest Highways. Er bildet die südlichste West-Ost-Verbindung und hat seinen Beginn in Hope als Abzweig vom Highway 1, er endet am Crowsnest Pass in den Rocky Mountains. Die Länge des Highways in British Columbia beträgt 849 km. Der Highway ist dabei, als sogenannte Core Route, Bestandteil des kanadischen National Highway System.
Im Gegensatz zu den sonst üblichen Highway-Kennzeichnungsschildern in British Columbia, mit blauer Schrift und Landeswappen am oberen Schildrand, erfolgt die Kennzeichnung durch ein spezielles Schild: die Nummer 3 in weißer Schrift vor dem Hintergrund einer schwarzen Krähe.

## Streckenverlauf

### Hope bis Osoyoos
Der Highway beginnt im Osten von Hope. Highway 1, Teil des Trans-Canada Highway, kommt vom Westen der Provinz, aus Vancouver. Der Highway 1 folgt dem Fraser River nach Norden, Highway 3 bildet die Verlängerung nach Osten. Highway 1 aus Westen ist autobahnähnlich ausgebaut (Freeway), diese Ausbaustufe wird bei Highway 3 fortgesetzt. Die ersten sieben Kilometer verläuft Highway 5 in Doppelauszeichnung mit Highway 3, bis Highway 5 beim Coquihalla Canyon Provincial Park nach Norden hin abzweigt. Nach 1,5 km endet der Freeway, Highway 3 bleibt jedoch vierspurig. Der Highway verläuft jetzt Richtung Südwesten durch das Kaskadengebirge. Ab Sunshine Valley führt der Highway entlang des Sumallo Rivers bzw. nach dessen Mündung des Skagit Rivers. Im vorerst südlichsten Teil des Highways im Manning Park erreicht dieser mit dem 1342 m hohen Allison Pass den vorerst höchsten Punkt. Der Highway stößt auf den Similkameen River und folgt diesem nach Princeton. Dort zweigt Highway 5A Richtung Norden, nach Merritt, ab. Highway 3 verbleibt beim Similkameen und führt wieder nach Südwesten. In Keremeos zweigt eine Nebenstrecke (Highway 3A) Richtung Penticton ab. Der Highway führt Richtung Süden bis knapp vor die US-amerikanische Grenze. Dort verlässt er den Similkameen und erreicht nach Kurzem Osoyoos. In Osoyoos kreuzt Highway 97. Dieser bildet die erstmalige Gelegenheit, vom Highway 3 aus in die Vereinigten Staaten in den Bundesstaat Washington zu gelangen. Nach Norden führt von hier aus Highway 97 nach Penticton und Kelowna. In Osoyoos selbst muss der Osoyoos Lake gequert werden. An einer Engstelle des Sees wird dieser mit einer kurzen Brücke überwunden.

### Osoyoos bis Creston

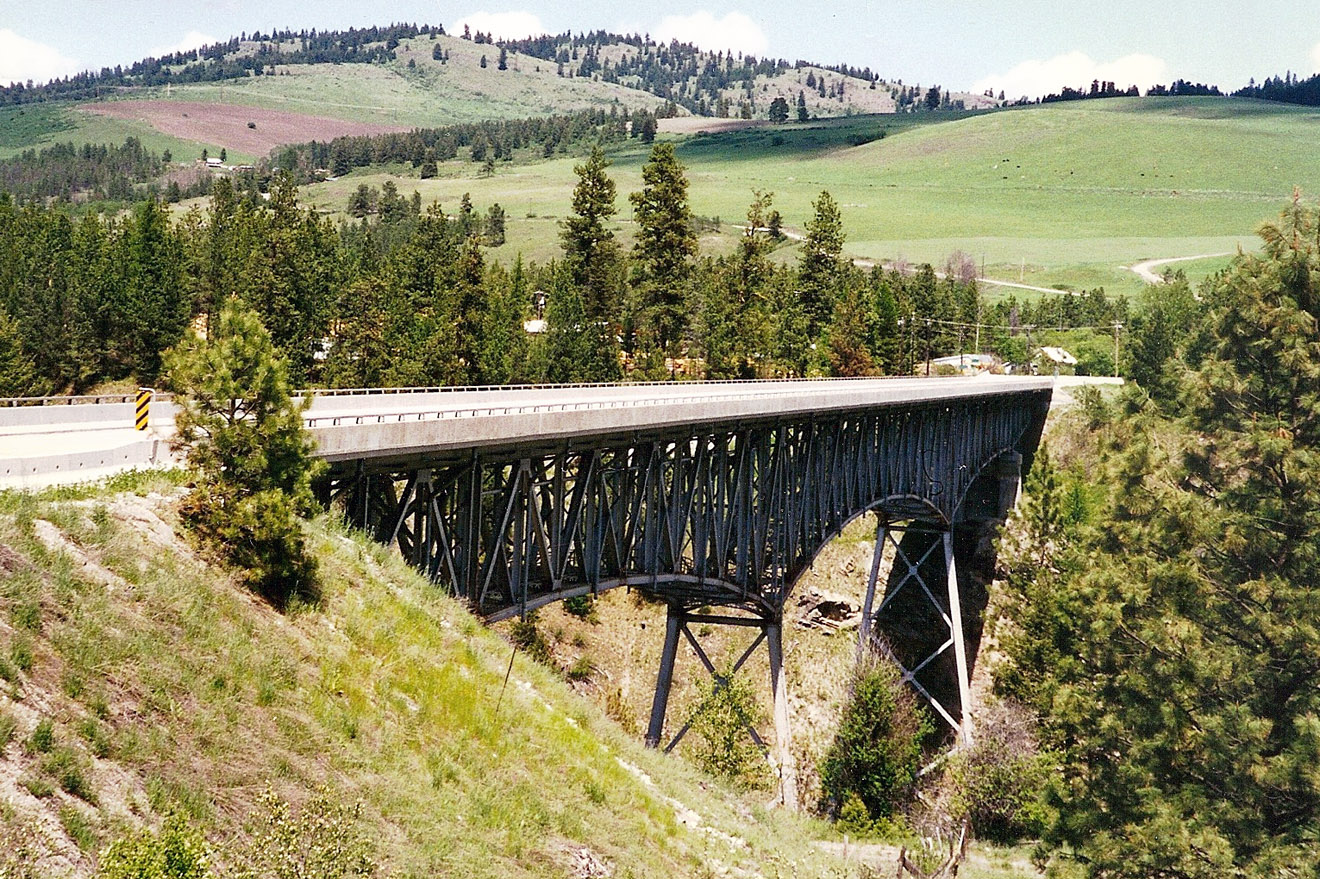
Brücke über den Rock Creek Canyon

Östlich von Osoyoos gelangt der Highway in den Bereich der Monashee Mountains, der erste Anstieg erfolgt am Anarchist Mountain. 52 km nach Osoyoos erfolgt der Abzweig von Highway 33 nach Norden, dieser erschließt die Route nach Kelowna über die Big White Mountains. Im Anschluss an diese Abzweigung liegt die Siedlung Rock Creek, der Highway folgt ab dieser Ortschaft dem Kettle River. In Midway führt der Kettle River Richtung Süden in die Vereinigten Staaten, der Highway 3 wendet sich Richtung Nordost bis Eholt, einer Geisterstadt; von dort ab wendet der Highway wieder Richtung Süden. Bei Carson mündet Carson von Süden kommend ein. Von dort kommt auch wieder der Kettle River, dem der Highway weiter nach Osten folgt. Der Highway führt durch Grand Forks, südlich von Christina verlässt der Highway an der Einmündung von Highway 395 wieder das Tal des Kettle Rivers. Vorbei in nordöstlicher Richtung am Gladstone Provincial Park führt der Highway über den 1535 m hohen Bonanza Pass; er geht weiter nach Osten, am Nancy Green Provincial Park zweigt Highway 3B nach Süden ab, der Rossland erschließt. Der Highway gelangt nach Castlegar und überquert dort, über die Kinnaird Bridge, den Columbia River. Kurz darauf, bevor der Highway 3 den West Kootenay Regional Airport passiert, mündet von Norden her kommend Highway 3A ein. Bei der Gemeinde Meadows mündet schließlich wieder Highway 3B ein, in Salmo zweigt Highway 6 nach Norden ab. Highway 6 verläuft 14 km gemeinsam mit Highway 3 und zweigt dann nach Süden hin ab. Die Route führt weiter nach Osten über den 1775 m hohen Kootenay Pass, im Stagleap Provincial Park gelegen, nach Creston.

### Creston bis zum Crowsnest Pass
In Creston zweigen zwei Highways vom Highway 3 ab: Highway 3A, eine Nebenstrecke von Highway 3, nach Norden und Highway 21 nach Süden. Highway 3 selbst verläuft weiter nach Osten bis kurz vor der Gemeinde Yahk, wo Highway 95 von Süden kommend einmündet. Highway 3 und Highway 95 verlaufen auf den kommenden 72 km gemeinsam. Die Route führt durch Cranbrook, 10 km nordwestlich davon liegt Fort Steele. Dort zweigt Highway 95 gemeinsam mit Highway 93 nach Norden hin ab. Die folgenden 56 km verläuft Highway 3 gemeinsam mit Highway 93 bis nach Elko, dort zweigt dieser wieder nach Süden hin ab. Die Route führt nach Norden durch Fernie und trifft in Sparwood auf Highway 43, der nach Norden führt. Die Route führt weiter nach Osten und gelangt auf den 1356 m hohen Crowsnest Pass. An diesem verläuft die Grenze zur Provinz Alberta, der Highway führt ab dort als Highway 3 weiter nach Osten.

## Sehenswertes

### Manning Provincial Park

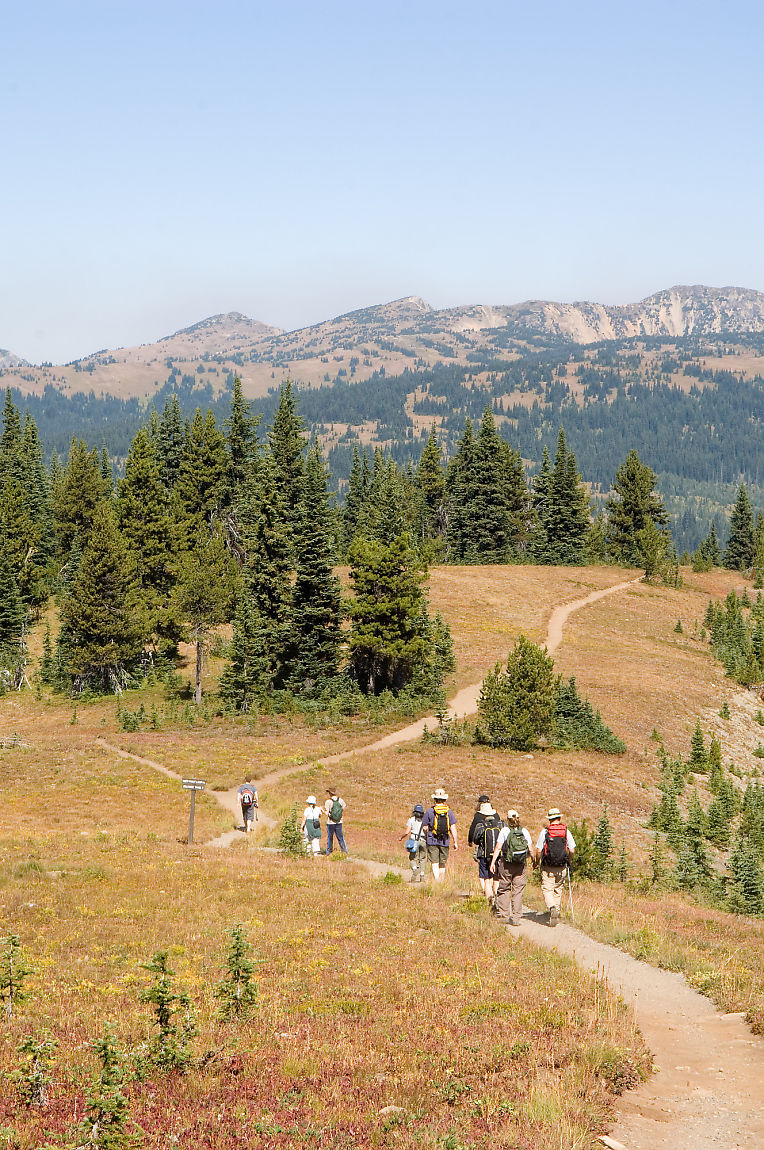
Wandergruppe im Manning Park

Der Manning Provincial Park, sowohl von Vancouver als auch dem Okanagan Tal aus leicht zu erreichen, ist ein beliebtes Ausflugsziel. Er liegt in den höchsten Bereichen der Kaskaden-Kette und wird vom Similkameen River und vom Skagit River durchflossen. Der Park beinhaltet zahlreiche Biotope und ist bekannt für seine zahlreichen Wanderwege.

### Okanagan Valley
Das Tal wird vom Okanagan River durchflossen und enthält zahlreiche Seen. Obwohl das Klima sehr trocken ist, gibt es aufgrund der guten Bewässerungsmöglichkeiten zahlreiche Obstplantagen und stetig wachsenden Weinbau.